# Попо II фон Еберщайн
Попо I (II) (Бопо I) фон Еберщайн (на немски: Poppo I (II) (Boppo I) von Eberstein; * ок. 1295; † 1329) от швабския благороднически род Еберщайни е граф на Еберщайн.
Той е син на граф Волфрад фон Еберщайн († 1284/1287) и съпругата му Кунигунда фон Вертхайм († 1331), дъщеря на граф Попо IV фон Вертхайм († 1283) и Мехтилд фон Епенщайн († сл. 1285). Майка му Кунигунда се омъжва втори път на 3 май 1287 г. за граф Хайнрих IV фон Хенеберг-Рьомхилд († 1317).

## Фамилия
Попо (Бопо) се жени пр. 12 март 1306 г. за Гута фон Хоенлое-Вайкерсхайм († 1317), дъщеря на Конрад фон Хоенлое-Вайкерсхайм († 1329/1330) и Елизабет фон Йотинген († 1333). Те нямат деца.
Попо (Бопо) се жени втори път пр. 1317 г. за Юта фон Диц-Вайлнау († 2 юли 1319), вдовица на Бертхолд I фон Кастел († 1300), дъщеря на граф Хайнрих I (IV) фон Диц-Бирщайн-Вайлнау († сл. 1281) и Луитгарт фон Тримберг († 1216/1297). Те имат децата:
- Елизабет (* ок. 1310; † 1381), омъжена пр. 3 ноември 1319 г. за Готфрид фон Хоенлое-Мьокмюл (1294 – 1339), син на граф Крафт I фон Хоенлое-Вайкерсхайм († 1313)
- Кунигунда (* ок. 1330)
- Юта „Гута“ (* ок. 1319), омъжена за Виганг фон Лутере

Попо II (Бопо II) се жени трети път сл. 2 юли 1319 г. за Хедвиг (Мехтилд) фон Цигенхайн († сл. 1355), дъщеря на граф Готфрид VI фон Цигенхайн († 1304) и Мехтхилд (Матилда) фон Хесен († 1332), дъщеря на ландграф Хайнрих I фон Хесен и Аделхайд фон Брауншвайг-Люнебург. Те имат децата:
- Бопо II (* ок. 1339; † 1381), граф на Еберщайн, женен за Ирмгард фон Витгенщайн († 1362), дъщеря на граф Зигфрид III фон Витгенщайн († 1359)
- Йохан (* ок. 1340; † 27 май 1387)